# Lichtenfels (Hessen)
Lichtenfels ist eine Gemeinde mit Stadtrechten im Nordwesten des nordhessischen Landkreis Waldeck-Frankenberg (Deutschland). Die Gemeinde hat den Titel „Stadt“ von ihren Ortsteilen Sachsenberg und Fürstenberg übernommen. Der Verwaltungssitz befindet sich indes im größten Ortsteil Goddelsheim. In Lichtenfels liegt der Großteil der Waldeckischen Schweiz. 

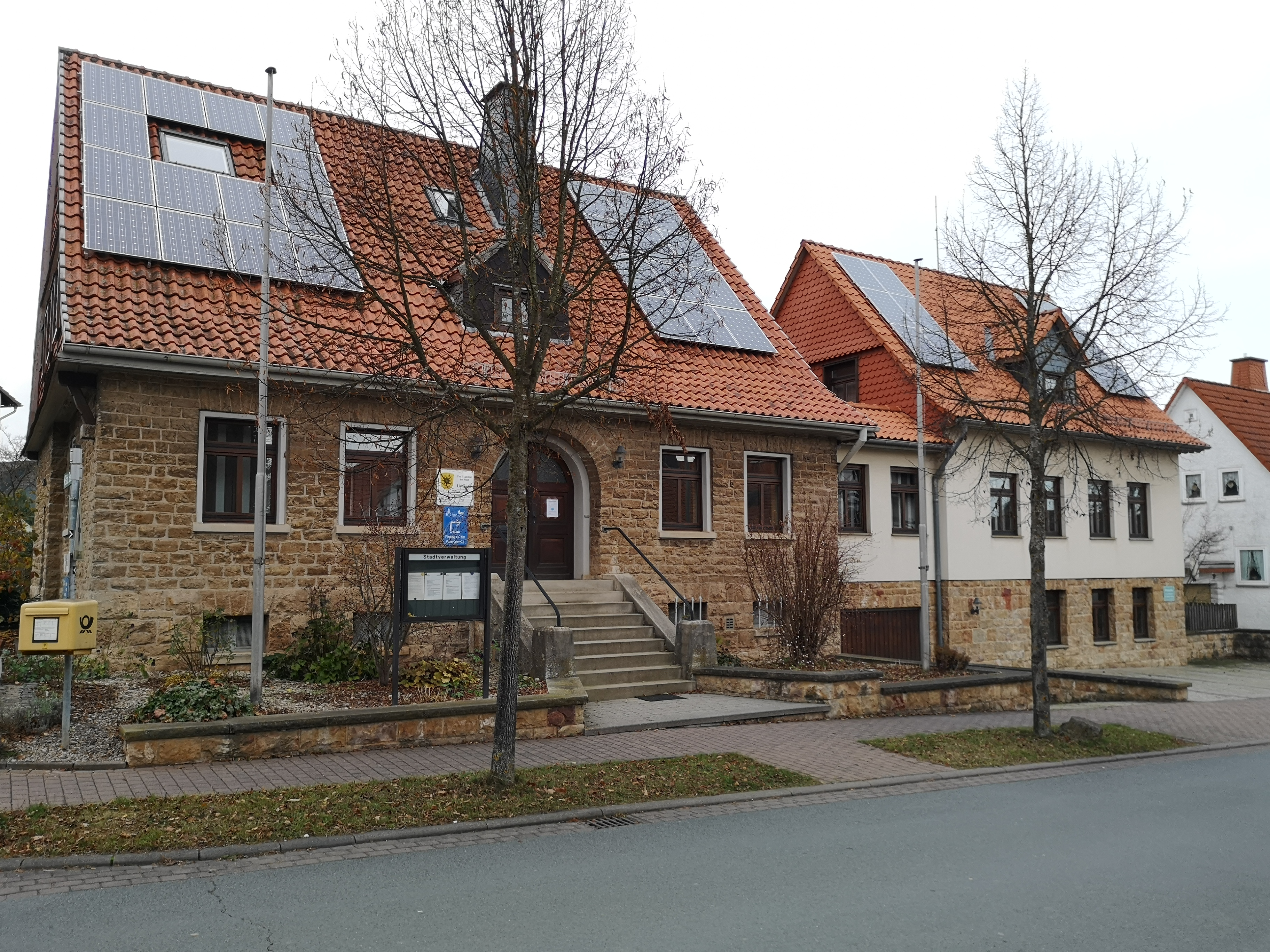
Rathaus der Stadt Lichtenfels (Hessen) in Goddelsheim

## Geographische Lage
Lichtenfels liegt am Nordostfuß des Rothaargebirges etwa 53 Kilometer (Luftlinie) südwestlich von Kassel, unweit des westlichen Endes des Edersees im Südwesten des Waldecker Lands. Westlich grenzt die Medebacher Bucht an, südlich die Breite Struth. Im Nordosten grenzt es an das Ittertal, im Osten an das Edertal, hinter dem sich der Kellerwald erhebt, und im Süden an das Nuhnetal.
Das Gemeindegebiet, in dem die Ortsteile weit zerstreut sind, wird von der Orke und der Wilden Aa („Aar“) durchflossen. Mit seiner Fläche von annähernd 100 km² und einem Waldanteil von nahezu 40 % gehört Lichtenfels zu den ausgedehntesten und waldreichsten Gemeinden des Landkreises.

## Nachbargemeinden
Lichtenfels grenzt im Norden an die Stadt Korbach, im Osten an die Gemeinde Vöhl, im Süden an die Stadt Frankenberg (alle im Landkreis Waldeck-Frankenberg); sowie im Westen an die Städte Hallenberg und Medebach (beide im Hochsauerlandkreis in Nordrhein-Westfalen).

## Geschichte
Im Vorfeld der Gebietsreform in Hessen schlossen sich mit Wirkung vom 1. Oktober 1971 die zwei Städte Fürstenberg und Sachsenberg sowie die sechs Gemeinden Dalwigksthal, Goddelsheim, Immighausen, Münden, Neukirchen und Rhadern zu einer Stadt mit dem Namen Lichtenfels zusammen. Für das Gebiet jeder der früher selbstständigen Kommunen wurde ein Ortsbezirk mit Ortsbeirat und Ortsvorsteher eingerichtet.

## Historische Überlieferung
Das Stadtarchiv Lichtenfels wird im Hessischen Staatsarchiv Marburg aufbewahrt (Bestand 330 Lichtenfels). Der Bestand ist nahezu vollständig erschlossen und ist online recherchierbar.

## Politik

### Stadtverordnetenversammlung
Die Kommunalwahl am 14. März 2021 lieferte folgendes Ergebnis, in Vergleich gesetzt zu früheren Kommunalwahlen:
| Stadtverordnetenversammlung – Kommunalwahlen 2021 | Stadtverordnetenversammlung – Kommunalwahlen 2021                                       |
| --- | --------------------------------------------------------------------------------------- |
| Stimmenanteil in %Wahlbeteiligung 65,7 % 3020100 26,926,320,515,67,92,8 WGLaCDUFDPSPDGrüneBLfGewinne und Verlusteim Vergleich zu 2016 %p 8 6 4 2 0 −2 −4 −6 −8+6,1−1,7+3,2−8,0± 0,0+0,4WGLCDUFDPSPDGrüneBLAnmerkungen:a Wählergemeinschaft Lichtenfelsf Bürgerliste Lichtenfels; 2016: Grüne Bürgerliste Lichtenfels | SitzverteilungInsgesamt 23 Sitze - SPD: 3 - Grüne: 2 - BL: 1 - WGL: 6 - CDU: 6 - FDP: 5 |

| Parteien und Wählergemeinschaften | Parteien und Wählergemeinschaften                               | % 2021 | Sitze 2021 | % 2016 | Sitze 2016 | % 2011 | Sitze 2011 | % 2006 | Sitze 2006 | % 2001 | Sitze 2001 |
| WGL                               | Wählergemeinschaft Lichtenfels                                  | 26,9   | 6          | 20,8   | 5          | 19,4   | 5          | 15,8   | 3          | 16,1   | 4          |
| CDU                               | Christlich Demokratische Union Deutschlands                     | 26,3   | 6          | 28,0   | 6          | 29,2   | 7          | 33,4   | 8          | 31,6   | 7          |
| FDP                               | Freie Demokratische Partei                                      | 20,5   | 5          | 17,3   | 4          | 16,6   | 4          | 17,2   | 4          | 12,6   | 3          |
| SPD                               | Sozialdemokratische Partei Deutschlands                         | 15,6   | 3          | 23,6   | 5          | 23,3   | 5          | 30,3   | 7          | 32,4   | 7          |
| Grüne                             | Bündnis 90/Die Grünen                                           | 7,9    | 2          | 7,9    | 2          | 10,5   | 2          | —      | —          | 7,4    | 2          |
| BL (vorher: GBL)                  | Bürgerliste Lichtenfels (vorher: Grüne Bürgerliste Lichtenfels) | 2,8    | 1          | 2,4    | 1          | —      | —          | —      | —          | —      | —          |
| Linke                             | Die Linke                                                       | —      | —          | —      | —          | 1,0    | 0          | —      | —          | —      | —          |
| UPL                               | UNABHÄNGIG PRO LICHTENFELS                                      | —      | —          | —      | —          | —      | —          | 3,3    | 1          | —      | —          |
| Gesamt                            | Gesamt                                                          | 100,0  | 23         | 100,0  | 23         | 100,0  | 23         | 100,0  | 23         | 100,0  | 23         |
| Wahlbeteiligung in %              | Wahlbeteiligung in %                                            | 65,7   | 65,7       | 60,4   | 60,4       | 60,8   | 60,8       | 59,9   | 59,9       | 62,4   | 62,4       |

### Bürgermeister
Nach der hessischen Kommunalverfassung wird der Bürgermeister für eine sechsjährige Amtszeit gewählt, seit dem Jahr 1993 in einer Direktwahl, und ist Vorsitzender des Magistrats, dem in der Stadt Lichtenfels neben dem Bürgermeister ehrenamtlich ein Erster Stadtrat und sechs weitere Stadträte angehören. Bürgermeister ist seit dem 1. März 2020 Henning Scheele (CDU). Er wurde als Nachfolger von Uwe Steuber, der nach drei Amtszeiten nicht wieder kandidiert hatte, am 29. September 2019 in einer Stichwahl bei 70,32 Prozent Wahlbeteiligung mit 52,07 Prozent der Stimmen gewählt.
Amtszeiten der Bürgermeister
- 2020–2026 Henning Scheele (CDU)[11]
- 2002–2020 Uwe Steuber[12]
- 1971–2002 Wolfgang Wennemuth

### Wappen
Am 28. September 1973 genehmigte der Hessische Minister des Innern das Wappen mit folgender Beschreibung:
| Wappen von Lichtenfels | Blasonierung: „In Gold ein schwarzer, achtstrahliger Stern, bewinkelt von acht roten Rosen mit silbernen Butzen.“                                                                      |
| Wappen von Lichtenfels | Wappenbegründung: Das Wappen zeigt den achtzackigen Waldecker Stern, umgeben von acht Blumen, stellvertretend für die acht ehemaligen Gemeinden, aus denen Lichtenfels gebildet wurde. |

## Kultur und Sehenswürdigkeiten

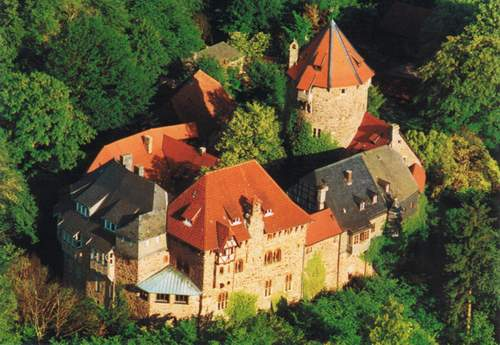
Burg Lichtenfels

- Burg Lichtenfels
- Schloss Reckenberg
- Kloster Schaaken

## Trivia
Im Ortsteil Fürstenberg findet jährlich das Igelfest statt. Es wurde ins Leben gerufen, als im Mittelalter ein Igel dem Landgrafen Heinrich dem Eisernen das Leben rettete, als er ihm auf der Jagd den Weg kreuzte. Der Graf und sein Ross mussten abrupt stoppen und wären sonst einen steilen Abhang hinuntergestürzt. Darüber hinaus ist und war die Burg Lichtenfels Sitz der Biodata und derer Folgeunternehmen.